# 川城和実
川城 和実（かわしろ かずみ、1959年〈昭和34年〉11月4日 - ）は、日本の映画プロデューサー、アニメーションプロデューサー、実業家。千葉県八千代市出身。

## 経歴
上智大学文学部新聞学科を卒業後、1982年にキャニオンレコードに入社。1989年にバンダイに転職。1994年にバンダイビジュアル（現・バンダイナムコアーツ）に入社。映像企画部部長、映像統括部部長等を経て、2003年に代表取締役社長に就任。2010年に経営体制の変更に伴い、取締役副社長に職位変更。2012年に代表取締役社長に復帰。2021年に代表取締役社長を退任した。

## 略歴
- 1982年（昭和57年）3月 - 上智大学文学部新聞学科卒業。
- 1982年（昭和57年）4月 - 株式会社キャニオンレコード入社[1]。
- 1989年（平成元年）7月 - 株式会社バンダイ入社[1]。
- 1994年（平成6年）4月 - バンダイビジュアル株式会社（現・株式会社バンダイナムコアーツ）入社[1]。
- 1997年（平成9年）9月 - バンダイビジュアル株式会社（現・株式会社バンダイナムコアーツ）制作本部制作部部長[2]。
- 1999年（平成11年）3月 - バンダイビジュアル株式会社（現・株式会社バンダイナムコアーツ）映像事業本部副本部長兼映像企画部部長[1]。
- 1999年（平成11年）5月 - バンダイビジュアル株式会社（現・株式会社バンダイナムコアーツ）取締役 映像事業本部副本部長兼映像企画部部長[1]。
- 2001年（平成13年）9月 - バンダイビジュアル株式会社（現・株式会社バンダイナムコアーツ）取締役 映像事業本部副本部長兼映像企画部部長兼ライセンス部部長[1]。
- 2002年（平成14年）3月 - バンダイビジュアル株式会社（現・株式会社バンダイナムコアーツ）取締役 映像事業本部副本部長兼映像統括部部長[3]。
- 2002年（平成14年）3月 - 株式会社バンダイチャンネル（現・株式会社バンダイナムコライツマーケティング）非常勤取締役[4]。
- 2003年（平成15年）3月 - バンダイビジュアル株式会社（現・株式会社バンダイナムコアーツ）取締役 映像事業本部副本部長[5]。
- 2003年（平成15年）5月 - バンダイビジュアル株式会社（現・株式会社バンダイナムコアーツ）代表取締役社長[6]。
- 2007年（平成19年）6月 - 株式会社バンダイナムコホールディングス取締役 映像音楽コンテンツ戦略ビジネスユニット担当[7]。
- 2009年（平成21年）4月 - 株式会社バンダイナムコホールディングス取締役上席執行役員 映像音楽コンテンツ戦略ビジネスユニット担当[8]。
- 2009年（平成21年）6月 - 一般社団法人コンテンツ海外流通促進機構理事[9]。
- 2009年（平成21年）6月 - 株式会社バンダイナムコホールディングス上席執行役員 映像音楽コンテンツ戦略ビジネスユニット担当[8]。
- 2010年（平成22年）4月 - バンダイビジュアル株式会社（現・株式会社バンダイナムコアーツ）取締役副社長 事業本部全般担当[10]。
- 2012年（平成24年）4月 - バンダイビジュアル株式会社（現・株式会社バンダイナムコアーツ）代表取締役社長[11]。
- 2015年（平成27年）4月 - 株式会社バンダイナムコホールディングス執行役員 映像音楽プロデュース戦略ビジネスユニット担当[12]。
- 2015年（平成27年）6月 - 株式会社バンダイナムコホールディングス取締役 映像音楽プロデュース戦略ビジネスユニット担当[2]。
- 2018年（平成30年）4月 - 株式会社バンダイナムコホールディングス取締役 映像音楽プロデュースユニット担当[13]。
- 2021年（令和3年）3月 - 株式会社バンダイナムコアーツ代表取締役社長退任。
- 2021年（令和3年）6月 - 株式会社バンダイナムコホールディングス取締役退任。

## 携わった作品

### 実写映画
1990年
- 微熱 MY LOVE（製作）

1993年
- リング・リング・リング 涙のチャンピオンベルト（プロデューサー）

1996年
- 宇宙貨物船レムナント6（製作）

1998年
- タイム・リープ（製作）
- ウルトラマンティガ&ウルトラマンダイナ 光の星の戦士たち（プロデューサー）

1999年
- ウルトラマンティガ・ウルトラマンダイナ&ウルトラマンガイア 超時空の大決戦（プロデューサー）
- 菊次郎の夏（協力プロデューサー）

2000年
- ウルトラマンティガ THE FINAL ODYSSEY（企画）
- はつ恋（企画）

2001年
- アヴァロン（共同プロデューサー）
- Quartet カルテット（プロデューサー）
- ココニイルコト（企画）
- ウルトラマンコスモス THE FIRST CONTACT（企画）
- 玩具修理者（企画）

2002年
- Dolls（アソシエイトプロデューサー）
- ウルトラマンコスモス2 THE BLUE PLANET（企画）
- チキンハート（アソシエイトプロデューサー）
- ホテル・ハイビスカス（製作）

2003年
- 卒業（エグゼクティブプロデューサー）
- ガキンチョ★ROCK（製作）

2004年
- 深呼吸の必要（製作）
- 父と暮せば（製作）
- ジャンプ（製作）
- 雨よりせつなく（製作）
- 誰も知らない（ゼネラルプロデューサー）
- カナリア（製作）
- 大阪プロレス飯店（製作）
- ULTRAMAN（製作）

2005年
- いらっしゃいませ、患者さま。（企画・製作）
- 亡国のイージス（エグゼクティブプロデューサー）
- スクラップ・ヘブン（製作）
- ヒナゴン（製作）

2006年
- ナイチンゲーロ（製作委員会）
- ゆれる（製作）
- 紙屋悦子の青春（製作）
- ウルトラマンメビウス&ウルトラ兄弟（製作）

2007年
- フリージア（企画）
- スキトモ（製作）
- 恋するマドリ（製作）
- やじきた道中 てれすこ（製作）
- そして春風にささやいて（製作）
- カフェ代官山〜Sweet Boys〜（製作）

2008年
- 山桜（製作）
- 歩いても 歩いても（製作）
- 火垂るの墓（製作）
- 大決戦!超ウルトラ8兄弟（製作）
- コドモのコドモ（製作）
- 三本木農業高校、馬術部 〜盲目の馬と少女の実話〜（製作）
- カフェ代官山II 〜夢の続き〜（製作）

2009年
- カフェ代官山III 〜それぞれの明日〜（製作）
- 空気人形（製作）
- いけちゃんとぼく（製作統括）
- 南極料理人（製作）

2010年
- 花のあと（製作）
- 七瀬ふたたび（製作）
- アブラクサスの祭（製作）

2011年
- マイ・バック・ページ（製作）
- 小川の辺（製作）
- 聯合艦隊司令長官 山本五十六 -太平洋戦争70年目の真実-（エグゼクティブプロデューサー）

2012年
- 夢売るふたり（企画）
- アウトレイジ ビヨンド（アソシエイトプロデューサー）

2018年
- 素敵なダイナマイトスキャンダル（製作）

### テレビアニメ
1999年
- 逮捕しちゃうぞ Special（企画）
- 魔装機神サイバスター（企画）

2000年
- 風まかせ月影蘭（企画）

2001年
- フィギュア17 つばさ&ヒカル（エグゼクティブプロデューサー）
- X -エックス-（企画）

2002年
- ギャラクシーエンジェル（第2期、企画）
- ぴたテン（企画）
- .hack//SIGN（企画）
- OVERMANキングゲイナー（企画）
- ギャラクシーエンジェル（第3期、企画）

2003年
- .hack//黄昏の腕輪伝説（企画）
- ストラトス・フォー（企画）
- デ・ジ・キャラットにょ（企画）

2004年
- 美鳥の日々（企画）
- ギャラクシーエンジェル（第4期、企画）
- DearS（企画）
- パンダーゼット（企画）
- 遙かなる時空の中で-八葉抄-（企画）

2005年
- 好きなものは好きだからしょうがない!!（企画）
- 交響詩篇エウレカセブン（企画）
- LOVELESS（企画）
- タイドライン・ブルー（企画）
- ガンパレード・オーケストラ（企画）

2006年
- よみがえる空 -RESCUE WINGS-（企画）
- かしまし 〜ガール・ミーツ・ガール〜（企画）
- びんちょうタン（企画）
- .hack//Roots（企画）
- ゼーガペイン（企画）
- シムーン（企画）
- ああっ女神さまっ それぞれの翼（企画）
- すもももももも 地上最強のヨメ（企画）
- ギャラクシーエンジェる〜ん（企画）
- コードギアス 反逆のルルーシュ（企画）
- スーパーロボット大戦OG -ディバイン・ウォーズ-（企画）
- 史上最強の弟子ケンイチ（ケンイチ製作委員会）

2007年
- ぽてまよ（企画）

2008年
- シゴフミ（企画）
- ゴルゴ13（GOLGO13 syndicate）
- ギャグマンガ日和3（企画）
- コードギアス 反逆のルルーシュR2（企画）
- テイルズ オブ ジ アビス（企画）

2009年
- 黒神 The Animation（エグゼクティブプロデューサー）
- 真マジンガー 衝撃! Z編（企画）
- たまごっち!（TeamたまごっちTV）
- ヒピラくん（企画）

2012年
- 緋色の欠片（製作）
- エウレカセブンAO（企画）
- 輪廻のラグランジェ season2（企画）
- たまごっち! ゆめキラドリーム（TeamたまごっちTV）
- 緋色の欠片 第二章（製作）
- ガールズ&パンツァー（企画）

2014年
- スペース☆ダンディ（企画）

2015年
- ゴッドイーター（企画）

2016年
- テイルズ オブ ゼスティリア ザ クロス（企画）

2017年
- チェインクロニクル 〜ヘクセイタスの閃〜（企画）

### 劇場アニメ
1998年
- ウルトラニャン2 ハッピー大作戦（プロデューサー）

1999年
- ウルトラマンM78劇場 Love & Peace（プロデューサー）
- 逮捕しちゃうぞ the MOVIE（企画）

2000年
- 劇場版 六門天外モンコレナイト〜伝説のファイアドラゴン〜（企画）

2001年
- メトロポリス（エグゼクティブプロデューサー）
- WXIII 機動警察パトレイバー（エグゼクティブプロデューサー）

2002年
- エクスドライバー the Movie（エグゼクティブプロデューサー）
- 千年女優（製作）

2004年
- 聖闘士星矢 天界編 序奏〜overture〜（製作）
- スチームボーイ（製作）

2006年
- 劇場版 遙かなる時空の中で 舞一夜（企画）

2007年
- ストレンヂア 無皇刃譚（製作）
- えいがでとーじょー! たまごっち ドキドキ! うちゅーのまいごっち!?（エグゼクティブプロデューサー）

2008年
- 映画! たまごっち うちゅーいちハッピーな物語!?（チーフプロデューサー）
- テイルズ オブ ヴェスペリア 〜The First Strike〜（製作）

2009年
- 交響詩篇エウレカセブン ポケットが虹でいっぱい（製作）

2010年
- いばらの王 -King of Thorn-（製作）
- ルー=ガルー（製作）
- 劇場版 機動戦士ガンダム00 -A wakening of the Trailblazer-（エグゼクティブプロデューサー）

2012年
- グスコーブドリの伝記（製作委員会）
- 劇場版 TIGER & BUNNY -The Beginning-（製作）
- アシュラ（製作）

2017年
- 交響詩篇エウレカセブン ハイエボリューション（製作）

2018年
- ANEMONE/交響詩篇エウレカセブン ハイエボリューション（製作）

### OVA・Webアニメ
1994年
- 疾風!アイアンリーガー 銀光の旗の下に（プロデューサー）

1997年
- サクラ大戦 桜華絢爛（プロデューサー）
- シャーマニックプリンセス（企画）

1998年
- 青の6号（企画）

1999年
- サクラ大戦 轟華絢爛（プロデューサー）
- メルティランサー The Animation（企画）

2000年
- エクスドライバー（エグゼクティブプロデューサー）
- 炎のらびりんす（企画）

2001年
- エイリアン9（企画）

2002年
- 戦闘妖精雪風（企画）

2005年
- 戦闘妖精少女 たすけて! メイヴちゃん（企画）
- きらめき☆プロジェクト（企画）
- スーパーロボット大戦ORIGINAL GENERATION THE ANIMATION（企画）

2006年
- 幕末機関説 いろはにほへと（企画）
- FREEDOM（製作）

2007年
- AIKa R-16:VIRGIN MISSION（企画）

2009年
- AIKa ZERO（企画）

2010年
- 装甲騎兵ボトムズ 幻影篇（企画）

2011年
- 装甲騎兵ボトムズ 孤影再び（企画）

### オリジナルビデオ
2001年
- ウルトラマンティガ外伝 古代に蘇る巨人（企画）
- ウルトラマンダイナ 帰ってきたハネジロー（企画）
- ウルトラマンガイア ガイアよ再び（企画）